# Edøy kommun
Edøy kommun (norska: Edøy kommune) var en kommun i Møre og Romsdal fylke i Norge. Ön Edøya utgjorde kommunens centralort.

## Administrativ historik
Edøy kommun upprättades den 1 januari 1838 (som Edøen formannskapsdistrikt) när Formannskapslovene från 1837 trädde i kraft. Kommunen omfattade då hela nuvarande Smøla kommun samt den västra delen av nuvarande Aure kommun.
Den 1 januari 1874 bröts Tustna kommun (Tusterns kommun) ut ur kommunen som då minskade från 3 545 invånare före delningen till 2 366 invånare efter.
Den 1 januari 1915 bröts kommunerna Brattvær och Hopen ut ur kommunen som då minskade från 3 485 invånare före delningen till 973 invånare efter. Den återstående delen omfattade den sydöstra delen av nuvarande Smøla kommun.
Den 1 januari 1960 gick Edøy kommun, tillsammans med kommunerna Brattvær och Hopen, upp i den då nybildade Smøla kommun. Kommunens hade då 1 135 invånare.